# لوكهيد إل-749 كونستليشن
لوكهيد إل-749 كونستليشن (بالإنجليزية: Lockheed L-749 Constellation)‏ هي طائرة خطوط جوية بأربع محركات أنتجت في 1947 بالولايات المتحدة. من صناعة شركة لوكهيد. كانت تستخدم بشكل أساسي من قبل خطوط عبر العالم الجوية. كان أول طيران لها في مارس 14, 1947. دخلت الخدمة في أبريل 18, 1947، انتهت خدمتها في 1993. صنع منها 119 طائرة.

## خسائر
في 3 أغسطس 1953م، وأثناء رحلة الخطوط الجوية الفرنسية رقم 152 من باريس إلى طهران مع التوقف في روما وبيروت، حطّت الطائرة «لوكهيد إل-749 كونستليشن» اضطرارياً على الماء أثناء توجهها من روما إلى بيروت بعد توقف أحد محركاتها في الهواء عن العمل، وتصادف حدوث العطل أثناء التحليق فوق تركيا في «خليج فتحية» قبالة «كيزيل أدا» (بالتركية: Kızılada)‏، ثم غرقت الطائرة بعدها بساعة. ومن بين أفراد الطاقم البالغ عددهم 8، و 34 راكبا، غرق أربعة في البحر. وقد استضاف سكان مدينة «فتحية» التركية الأشخاص الناجين خلال إقامتهم في المدينة.

## المستخدمون
- خطوط عبر العالم الجوية.
- الخطوط الجوية الفرنسية.
- الخطوط الجوية الملكية الهولندية.
- خطوط جنوب أفريقيا الجوية.
- طيران الهند.
- الخطوط الجوية الشرقية (إيسترن إيرلاينز).
- كانتاس.